# Progressione del record mondiale dei 50 m stile libero
Il primo record mondiale dei 50 m stile libero maschili in vasca lunga (50 metri) è stato riconosciuto ufficialmente dalla FINA nel 1987; quello femminile nel 1986. In vasca corta (25 metri) i record del mondo sono invece omologati dal 3 marzo 1991.

## Uomini

### Vasca lunga
| #                                            | Tempo | +     | Atleta             | Nazionalità    | Data              | Evento                                    | Luogo                     | Ref   |
| -------------------------------------------- | ----- | ----- | ------------------ | -------------- | ----------------- | ----------------------------------------- | ------------------------- | ----- |
| -                                            | 23"86 |       | Jonty Skinner      | Sudafrica      | 14 agosto 1976    | AAU Nationals                             | Filadelfia, Stati Uniti   |       |
| -                                            | 23"74 |       | Joe Bottom         | Stati Uniti    | 3 luglio 1977     |                                           | Etobicoke, Canada         |       |
| -                                            | 23"72 |       | Ron Manganiello    | Stati Uniti    | 29 luglio 1978    |                                           | Miami, Stati Uniti        |       |
| -                                            | 23"70 |       | Klaus Steinbach    | Germania Ovest | 23 luglio 1979    |                                           | Friburgo, Germania Ovest  |       |
| -                                            | 23"66 |       | Chris Cavanaugh    | Stati Uniti    | 2 febbraio 1980   | International Invitational                | Amersfoort, Paesi Bassi   |       |
| -                                            | 23"12 |       | Chris Cavanaugh    | Stati Uniti    | 10 aprile 1980    | USA Spring Nationals                      | Austin, Stati Uniti       |       |
| -                                            | 22"96 |       | Rowdy Gaines       | Stati Uniti    | 10 aprile 1980    | USA Spring Nationals                      | Austin, Stati Uniti       |       |
| -                                            | 22"83 |       | Bruce Stahl        | Stati Uniti    | 10 aprile 1980    | USA Spring Nationals                      | Austin, Stati Uniti       |       |
| -                                            | 22"83 |       | Joe Bottom         | Stati Uniti    | 15 agosto 1980    | Hawaiian Invitational                     | Honolulu, Stati Uniti     |       |
| -                                            | 22"71 |       | Joe Bottom         | Stati Uniti    | 15 agosto 1980    | Hawaiian Invitational                     | Honolulu, Stati Uniti     |       |
| -                                            | 22"54 |       | Robin Leamy        | Stati Uniti    | 15 agosto 1981    | USA Nationals                             | Brown Deer, Stati Uniti   |       |
| -                                            | 22"52 |       | Dano Halsall       | Svizzera       | 21 luglio 1985    | Campionati svizzeri                       | Bellinzona, Svizzera      |       |
| -                                            | 22"40 |       | Tom Jager          | Stati Uniti    | 6 dicembre 1985   | USS Invitational                          | Austin, Stati Uniti       |       |
| -                                            | 22"33 |       | Matt Biondi        | Stati Uniti    | 26 giugno 1986    | USA World Championship Trials             | Orlando, Stati Uniti      |       |
| -                                            | 22"33 |       | Matt Biondi        | Stati Uniti    | 30 luglio 1987    | USA Nationals & Pan Pacific Trials        | Clovis, Stati Uniti       |       |
| Record riconosciuti ufficialmente dalla FINA |       |       |                    |                |                   |                                           |                           |       |
| 1                                            | 22"32 |       | Tom Jager          | Stati Uniti    | 13 agosto 1987    | Campionati panpacifici                    | Brisbane, Australia       |       |
| 2                                            | 22"23 |       | Tom Jager          | Stati Uniti    | 25 marzo 1988     | USA Spring Nationals                      | Orlando, Stati Uniti      |       |
| -                                            | 22"18 | [ 1 ] | Peter Williams     | Sudafrica      | 10 aprile 1988    | CSCA Invitational                         | Indianapolis, Stati Uniti |       |
| 3                                            | 22"14 |       | Matt Biondi        | Stati Uniti    | 24 settembre 1988 | Giochi olimpici                           | Seul, Corea del Sud       |       |
| 4                                            | 22"12 |       | Tom Jager          | Stati Uniti    | 20 agosto 1989    | Campionati panpacifici                    | Tokyo, Giappone           |       |
| 5                                            | 21"98 |       | Tom Jager          | Stati Uniti    | 24 marzo 1990     | US Sprint                                 | Nashville, Stati Uniti    |       |
| 6                                            | 21"81 |       | Tom Jager          | Stati Uniti    | 24 marzo 1990     | US Sprint                                 | Nashville, Stati Uniti    |       |
| 7                                            | 21"64 |       | Aleksandr Popov    | Russia         | 16 giugno 2000    | Russian Olympic Trials                    | Mosca, Russia             |       |
| 8                                            | 21"56 |       | Eamon Sullivan     | Australia      | 17 febbraio 2008  | New South Wales State Championships       | Sydney, Australia         |       |
| 9                                            | 21"50 |       | Alain Bernard      | Francia        | 23 marzo 2008     | Campionati europei                        | Eindhoven, Paesi Bassi    |       |
| 10                                           | 21"41 |       | Eamon Sullivan     | Australia      | 27 marzo 2008     | Australian Championships & Olympic Trials | Sydney, Australia         |       |
| 11                                           | 21"28 |       | Eamon Sullivan     | Australia      | 28 marzo 2008     | Australian Championships & Olympic Trials | Sydney, Australia         |       |
| 12                                           | 20"94 |       | Frédérick Bousquet | Francia        | 26 aprile 2009    | Campionati francesi                       | Montpellier, Francia      |       |
| 13                                           | 20"91 |       | César Cielo Filho  | Brasile        | 18 dicembre 2009  | Campionati brasiliani                     | San Paolo, Brasile        | [ 2 ] |

Legenda: Ref - Referto della gara;
Record non ottenuti in finale: (b) - batteria; (sf) - semifinale; (s) - staffetta prima frazione.

### Vasca corta
| #   | Tempo | +  | Atleta             | Nazionalità   | Data             | Evento                              | Luogo                       | Ref   |
| --- | ----- | -- | ------------------ | ------------- | ---------------- | ----------------------------------- | --------------------------- | ----- |
| 1   | 21"64 |    | Steve Crocker      | Stati Uniti   | 21 marzo 1992    |                                     | Dallas, Stati Uniti         |       |
| 2   | 21"60 |    | Mark Foster        | Gran Bretagna | 17 febbraio 1993 | Coppa del Mondo                     | Sheffield, Regno Unito      |       |
| 3   | 21"50 |    | Aleksandr Popov    | Russia        | 13 marzo 1994    | Coppa del Mondo                     | Desenzano del Garda, Italia |       |
| 4   | 21"48 |    | Mark Foster        | Gran Bretagna | 13 dicembre 1998 | Campionati europei                  | Sheffield, Regno Unito      |       |
| 5   | 21"31 |    | Mark Foster        | Gran Bretagna | 13 dicembre 1998 | Campionati europei                  | Sheffield, Regno Unito      |       |
| 5 = | 21"31 |    | Roland Schoeman    | Sudafrica     | 23 marzo 2000    | NCAA Men's Division 1 Championships | Minneapolis, Stati Uniti    |       |
| 6   | 21"21 |    | Anthony Ervin      | Stati Uniti   | 23 marzo 2000    | NCAA Men's Division 1 Championships | Minneapolis, Stati Uniti    |       |
| 7   | 21"13 |    | Mark Foster        | Gran Bretagna | 28 gennaio 2001  | Coppa del Mondo                     | Parigi, Francia             |       |
| 8   | 21"10 |    | Frédérick Bousquet | Francia       | 25 marzo 2004    | NCAA Men's Division 1 Championships | East Meadow, Stati Uniti    |       |
| 9   | 20"98 |    | Roland Schoeman    | Sudafrica     | 12 agosto 2006   | Invitational                        | Amburgo, Germania           |       |
| 10  | 20"93 |    | Stefan Nystrand    | Svezia        | 18 novembre 2007 | Coppa del Mondo                     | Berlino, Germania           |       |
| 11  | 20"81 |    | Duje Draganja      | Croazia       | 11 aprile 2008   | Campionati mondiali                 | Manchester, Regno Unito     |       |
| 12  | 20"64 |    | Roland Schoeman    | Sudafrica     | 6 settembre 2008 | Campionati sudafricani              | Germiston, Sudafrica        |       |
| 13  | 20"48 |    | Amaury Leveaux     | Francia       | 11 dicembre 2008 | Campionati europei                  | Fiume, Croazia              |       |
| 14  | 20"30 |    | Roland Schoeman    | Sudafrica     | 8 agosto 2009    | Campionati sudafricani              | Pietermaritzburg, Sudafrica |       |
| 15  | 20"26 |    | Florent Manaudou   | Francia       | 5 dicembre 2014  | Campionati mondiali                 | Doha, Qatar                 | [ 3 ] |
| 16  | 20”24 |    | Caeleb Dressel     | Stati Uniti   | dicembre 2019    | International Swimming League       | Las Vegas, Nevada           |       |
| 17  | 20"16 |    | Caeleb Dressel     | Stati Uniti   | 21 novembre 2020 | International Swimming League       | Budapest, Ungheria          |       |
| 18  | 20"08 | b  | Jordan Crooks      | Isole Cayman  | 14 dicembre 2024 | Campionati mondiali                 | Budapest, Ungheria          |       |
| 19  | 19"90 | sf | Jordan Crooks      | Isole Cayman  | 14 dicembre 2024 | Campionati mondiali                 | Budapest, Ungheria          | [ 4 ] |

Legenda: Ref - Referto della gara;
Record non ottenuti in finale: (b) - batteria; (sf) - semifinale; (s) - staffetta prima frazione.

## Donne

### Vasca lunga
| #                                            | Tempo | +  | Atleta               | Nazionalità  | Data              | Evento                                    | Luogo                           | Ref   |
| -------------------------------------------- | ----- | -- | -------------------- | ------------ | ----------------- | ----------------------------------------- | ------------------------------- | ----- |
| -                                            | 26"99 |    | Kornelia Ender       | Germania Est | 26 luglio 1975    | Campionati mondiali                       | Cali, Colombia                  |       |
| -                                            | 26"95 |    | Johanna Malloy       | Canada       | 16 agosto 1977    |                                           | Saint John's, Antigua e Barbuda |       |
| -                                            | 26"74 |    | Anne Jardin          | Canada       | 19 agosto 1978    |                                           | Etobicoke, Canada               |       |
| -                                            | 26"61 |    | Cynthia Woodhead     | Stati Uniti  | 10 aprile, 1980   | USA Spring Nationals                      | Austin, Stati Uniti             |       |
| -                                            | 26"53 |    | Kelly Asplund        | Stati Uniti  | 10 aprile 1980    | USA Spring Nationals                      | Austin, Stati Uniti             |       |
| -                                            | 26"32 |    | Jill Sterkel         | Stati Uniti  | 10 aprile 1980    | USA Spring Nationals                      | Austin, Stati Uniti             |       |
| -                                            | 25"96 |    | Jill Sterkel         | Stati Uniti  | 10 aprile 1980    | USA Spring Nationals                      | Austin, Stati Uniti             |       |
| -                                            | 25"79 |    | Jill Sterkel         | Stati Uniti  | 3 aprile 1981     | Longhorn Invitational                     | Austin, Stati Uniti             |       |
| -                                            | 25"69 |    | Dara Torres          | Stati Uniti  | 29 gennaio 1983   | Speedo International                      | Amersfoort, Paesi Bassi         |       |
| -                                            | 25"64 |    | Annemarie Verstappen | Paesi Bassi  | 9 luglio 1983     | Campionati olandesi                       | Amersfoort, Paesi Bassi         |       |
| -                                            | 25"62 |    | Dara Torres          | Stati Uniti  | 5 agosto 1983     | USA Nationals                             | Clovis, Stati Uniti             |       |
| -                                            | 25"61 |    | Dara Torres          | Stati Uniti  | 21 luglio 1984    | Pre-Olympic meet                          | Mission Viejo, Stati Uniti      |       |
| -                                            | 25"50 |    | Tamara Costache      | Romania      | 16 luglio 1986    | ROU Nationals & World Championship Trials | Arad, Romania                   |       |
| -                                            | 25"34 |    | Tamara Costache      | Romania      | 16 luglio 1986    | ROU Nationals & World Championship Trials | Arad, Romania                   |       |
| -                                            | 25"31 |    | Tamara Costache      | Romania      | 1º agosto 1986    | Giochi balcanici                          | Sofia, Bulgaria                 |       |
| Record riconosciuti ufficialmente dalla FINA |       |    |                      |              |                   |                                           |                                 |       |
| 1                                            | 25"28 |    | Tamara Costache      | Romania      | 23 agosto 1986    | Campionati mondiali                       | Madrid, Spagna                  |       |
| 2                                            | 24"98 |    | Yang Wenyi           | Cina         | 11 aprile 1988    | Campionati asiatici                       | Canton, Cina                    |       |
| 3                                            | 24"79 |    | Yang Wenyi           | Cina         | 31 luglio 1992    | Giochi olimpici                           | Barcellona, Spagna              |       |
| 4                                            | 24"51 |    | Le Jingyi            | Cina         | 11 settembre 1994 | Campionati mondiali                       | Roma, Italia                    |       |
| 4 =                                          | 24"51 |    | Inge de Bruijn       | Paesi Bassi  | 26 maggio 2000    | Super Speedo Grand Prix                   | Sheffield, Regno Unito          |       |
| 5                                            | 24"48 |    | Inge de Bruijn       | Paesi Bassi  | 4 giugno 2000     | NLD Olympic Trials                        | Drachten, Paesi Bassi           |       |
| 6                                            | 24"39 |    | Inge de Bruijn       | Paesi Bassi  | 10 giugno 2000    | Trofeu Jose Finkel & BRA Olympic Trials   | Rio de Janeiro, Brasile         |       |
| 7                                            | 24"13 |    | Inge de Bruijn       | Paesi Bassi  | 22 settembre 2000 | Giochi olimpici                           | Sydney, Australia               |       |
| 8                                            | 24"09 |    | Marleen Veldhuis     | Paesi Bassi  | 24 marzo 2008     | Campionati europei                        | Eindhoven, Paesi Bassi          |       |
| 9                                            | 23"97 |    | Lisbeth Trickett     | Australia    | 29 marzo 2008     | Australian Championships & Olympic Trials | Sydney, Australia               |       |
| 10                                           | 23"96 |    | Marleen Veldhuis     | Paesi Bassi  | 19 aprile 2009    | Amsterdam Swim Cup                        | Amsterdam, Paesi Bassi          |       |
| 11                                           | 23"73 |    | Britta Steffen       | Germania     | 2 agosto 2009     | Campionati mondiali                       | Roma, Italia                    |       |
| 12                                           | 23"67 | sf | Sarah Sjöström       | Svezia       | 29 luglio 2017    | Campionati mondiali                       | Budapest, Ungheria              | [ 5 ] |

Legenda: Ref - Referto della gara;
Record non ottenuti in finale: (b) - batteria; (sf) - semifinale; (s) - staffetta prima frazione.

### Vasca corta
| #                                            | Tempo | +  | Atleta                | Nazionalità | Data             | Evento              | Luogo                      | Ref   |
| -------------------------------------------- | ----- | -- | --------------------- | ----------- | ---------------- | ------------------- | -------------------------- | ----- |
| -                                            | 25"08 |    | Tamara Costache       | Romania     | 1987             |                     | Cannes, Francia            |       |
| Record riconosciuti ufficialmente dalla FINA |       |    |                       |             |                  |                     |                            |       |
| 1                                            | 24"75 |    | Franziska van Almsick | Germania    | 7 novembre 1992  |                     | Schwäbisch Gmünd, Germania |       |
| 2                                            | 24"62 | b  | Le Jingyi             | Cina        | 3 dicembre 1993  | Campionati mondiali | Palma di Maiorca Spagna    |       |
| 3                                            | 24"23 |    | Le Jingyi             | Cina        | 3 dicembre 1993  | Campionati mondiali | Palma di Maiorca, Spagna   |       |
| 4                                            | 24"09 |    | Therese Alshammar     | Svezia      | 11 dicembre 1999 | Campionati europei  | Lisbona, Portogallo        |       |
| 5                                            | 23"59 |    | Therese Alshammar     | Svezia      | 18 marzo 2000    | Campionati mondiali | Atene, Grecia              |       |
| 6                                            | 23"58 |    | Marleen Veldhuis      | Paesi Bassi | 17 novembre 2007 | Coppa del Mondo     | Berlino, Germania          |       |
| 7                                            | 23"25 |    | Marleen Veldhuis      | Paesi Bassi | 13 aprile 2008   | Campionati mondiali | Manchester, Regno Unito    |       |
| 8                                            | 23"24 |    | Ranomi Kromowidjojo   | Paesi Bassi | 7 agosto 2013    | Coppa del Mondo     | Eindhoven, Paesi Bassi     |       |
| 8 =                                          | 23"24 |    | Ranomi Kromowidjojo   | Paesi Bassi | 12 dicembre 2015 | Duel in the Pool    | Indianapolis, Stati Uniti  |       |
| 9                                            | 23"10 |    | Sarah Sjöström        | Svezia      | 2 agosto 2017    | Coppa del Mondo     | Mosca, Russia              |       |
| 10                                           | 22"93 |    | Ranomi Kromowidjojo   | Paesi Bassi | 7 agosto 2017    | Coppa del Mondo     | Berlino, Germania          | [ 6 ] |
| 11                                           | 22"87 | sf | Gretchen Walsh        | Stati Uniti | 14 dicembre 2024 | Campionati mondiali | Budapest, Ungheria         | [ 7 ] |
| 12                                           | 22"83 |    | Gretchen Walsh        | Stati Uniti | 15 dicembre 2024 | Campionati mondiali | Budapest, Ungheria         |       |

Legenda: Ref - Referto della gara;
Record non ottenuti in finale: (b) - batteria; (sf) - semifinale; (s) - staffetta prima frazione.